# Lago Verney
Il lago Verney (pron. fr. AFI: [vɛʁnɛj]; in francese, Lac du Verney), con la sua superficie di 20,30 ettari, è uno tra i più grandi laghi della Valle d'Aosta.

## Caratteristiche

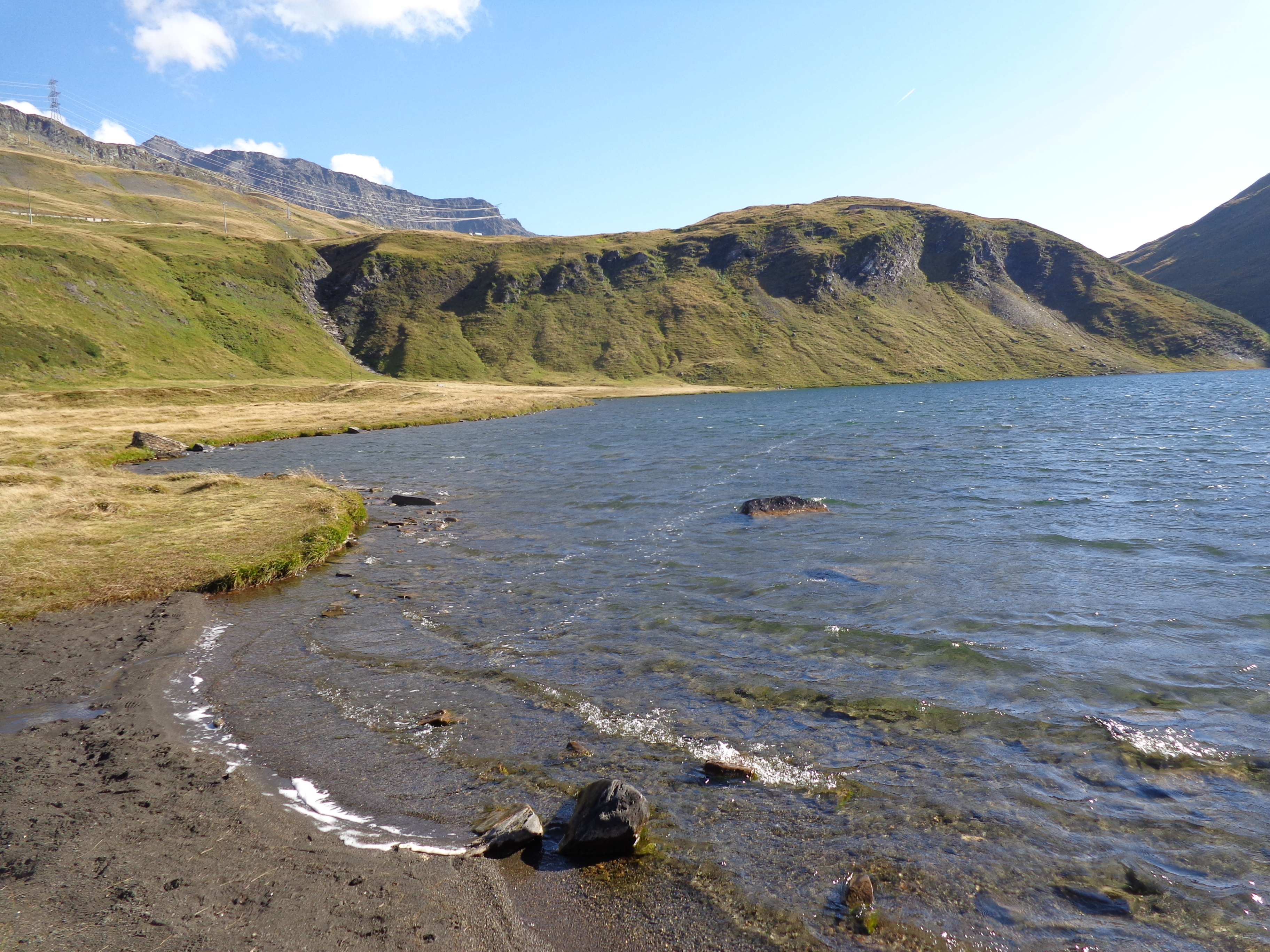
Una sponda del lago

Il lago è di origine glaciale ed ha sede nel vallone di La Thuile, poco lontano dal colle del Piccolo San Bernardo.

## Pesca
Il lago è, dall’ultima domenica di giugno alla seconda domenica di ottobre, una riserva turistica, gestita dal Consorzio regionale pesca della Valle d'Aosta. È meta di molti pescatori francesi, data la vicinanza con il confine di Stato.